# USS Nicholas (DD-449)
USS Nicholas (DD-449) byl americký torpédoborec třídy Fletcher. Nicholas byl druhou lodí tohoto jména v americkém námořnictvu. Celkem byl během 27 let aktivní služby nasazen ve třech válkách. 
Torpédoborec postavila loděnice Bath Iron Works v Bathu v americkém státě Maine. Do služby vstoupil v červnu roku 1942 a poté byl odeslán do Pacifiku, kde se zapojil do bojů u Guadalcanalu. 
Intenzivní bojové nasazení pro loď znamenala kampaň na obsazení Šalomounových ostrovů. Dne 6. července 1943 bojoval jako součást operačního svazu TG 36.1 v bitvě v zálivu Kula, ve které Američané ztratili lehký křižník USS Helena. Posádku Heleny pak spolu s torpédoborcem USS Radford převzal na palubu. Ve dnech 12.–13. července 1943 pak torpédoborec bojoval v bitvě u ostrova Kolombangara a mezi 17. a 18. srpnem 1943 v bitvě u Horaniu. V Pacifiku Nicolas operoval až do konce války.

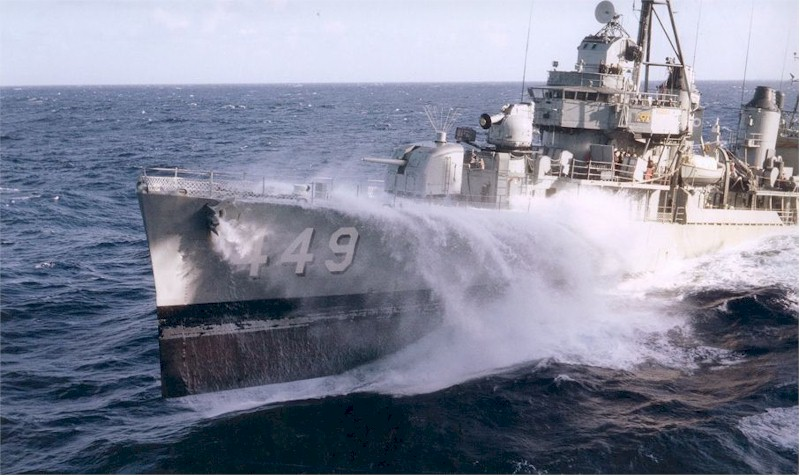
Nicholas v roce 1966, už po modernizaci FRAM

V roce 1946 byl Nicholas převeden do rezervy, ve které pobýval až do roku 1949. Rostoucí napětí v Koreji vedlo k jeho reaktivaci a modernizaci (nové označení lodi bylo DDE-449), po které se v letech 1951–1953 zapojil do Korejské války.
V letech 1959–1960 torpédoborec podstoupil rozsáhlou modernizaci v rámci amerického programu FRAM (Fleet Rehabilitation and Modernization). V roce 1965 byl Nicholas jednou z prvních amerických lodí, které začaly s hlídkováním u pobřeží Jižního Vietnamu, což mělo zabránit dodávkám zbraní Vietcongu. Vietnamské války se Nicholas s přestávkami účastnil až do roku 1968.
V roce 1968 byl převeden k podpoře programu Apollo americké NASA. Ve dvou případech pak hlídkoval v místech určených pro přistání kosmických lodí, konkrétně modulů Apollo 7 a Apollo 8. V roce 1970 byl Nicholas, v té době nejstarší americký torpédoborec v aktivní službě, vyřazen a v roce 1972 sešrotován. 
Během služby získal 16 vyznamenání Battle star z druhé světové války, 5 z korejské války a dalších 9 z vietnamské války.